# 松下光司
松下 光司（まつした こうじ）は、日本の経営学者。中央大学大学院戦略経営研究科（中央大学ビジネススクール）教授。

## 略歴
1990年東京都立日比谷高等学校卒業。1995年明治大学経営学部卒業（刀根武晴ゼミ）。1997年横浜国立大学大学院経営学研究科修士課程修了（阿部周造ゼミ）。2000年慶應義塾大学大学院経営管理研究科後期博士課程単位取得退学（池尾恭一ゼミ）。2003年慶応義塾大学より博士（経営学）の学位を取得。
2003年立正大学経営学部助教授。2006年南山大学大学院ビジネス研究科助教授。2008年中央大学大学院戦略経営研究科准教授、2012年教授。
2024年学習院大学経済学部経営学科教授。

## 著書

### 共著
- （青木幸弘, 新倉貴士, 佐々木壮太郎）『消費者行動論』（有斐閣, 2012年）

### 分担執筆
- （阿部周造, 新倉貴士）『消費者行動研究の新展開』（千倉書房, 2004年）
- （田中洋）『ブランド戦略全書』（有斐閣, 2014年）